# Absidia wittmeri
Absidia wittmeri es una especie de coleóptero de la familia Cantharidae, la única del género monotípico Absidia; la cual fue descrita científicamente por Serguei Kazantsev en 1992.

## Distribución geográfica
Habita en el Cáucaso, más específicamente en territorio de Georgia.